# Rue du Pont-à-Raisnes
Pour les articles homonymes, voir Rue du Pont.
La rue du Pont-à-Raisnes est une rue de Lille, dans le Nord, en France. 

## Situation et accès
Située dans le quartier du Vieux-Lille, la rue du Pont-à-Raisnes part de la rue de Courtrai accomplit une courbe dans un ensemble immobilier collectif de logements pour rejoindre l'extrémité de la rue Maugré. C'est une voie de desserte locale comprenant des parties piétonnières. Un passage en escalier la relie à la rue du Bastion-du-Meunier.

## Origine du nom
La rue doit son nom aux grenouilles, les reînettes (raisnettes en ancien français, raisnes en dialecte lillois) qui pullulaient dans les anciens fossés que traversait le pont situé au bout de la rue.

## Historique
La rue est ouverte sur le territoire de l'agrandissement de Lille de 1617. Elle aboutissait au bastion du Meunier de l'enceinte construite lors de cet agrandissement. Les bâtiments anciens ont été remplacés à la fin du XXe siècle  par un ensemble d'immeubles d'habitation.

## Bâtiments remarquables et lieux de mémoire
La rue est à proximité des remparts et des jardins de la Porte de Gand, bâtiment protégé au titre des monuments historiques. La porte de Gand est une des portes de Lille de la partie de l’ancienne enceinte construite entre 1617 et 1621 lors de l'extension de la ville au nord-est autour de l'ancien château de Courtrai détruit en 1577. Elle a été classée monument historique en 1929.